# Anton Kraul
Anton (Antal) Kraul (Vaskút, 17 januari 1871 – aldaar, 13 mei 1940) was een Hongaarse componist, dirigent en klarinettist. Hij was een zoon van het echtpaar Peter Kraul en Elisabeth Viszmeg, die in de Petöfi Sándor utca 359 in Vaskút woonden. 

## Levensloop
Kraul leerde bij zijn vader, die dirigent van verschillende blaaskapellen in de regio was, de klarinet te bespelen. Op twintigjarige leeftijd werd hij vrijwillig lid van het opleidingsblaasorkest van het Oostenrijks-Hongaars leger in Boedapest. Korte tijd later werd hij tweede dirigent van het muziekkorps. Vervolgens werd hij klarinettist in het harmonieorkest van de Hongaarse Koninklijke PTT (Magyar Királyi Posta és Távírda Altisztek és Szolgák Országos Egyesületének zenekara) in Boedapest. Na het overlijden van de dirigent werd hij opvolger en daarmee dirigent van dit muziekkorps. Later werd hij ook dirigent van het landelijke PTT muziekkorps. Voor dit blaasorkest componeerde hij de Hongaarse PTT-mars (Ungarischer Postmarsch).
In 1932 ging hij met pensioen en was al een jaar tevoren dirigent van het harmonieorkest in zijn geboorteplaats. Als componist schreef hij nog een groot aantal werken voor harmonieorkest (marsen, walsen, karakterstukken etc.). In zijn geboorteplaats is een harmonieorkest naar hem vernoemd, de Anton Kraul Musikverein Waschkut (Kraul Antal Fúvószenekar Egyesület).

## Composities

### Werken voor harmonieorkest
- 1926 Magyar díszmenet-induló (Hongaarse Parademarsch)[2]
- Baka nótak
- Budapester Cafétier
- Cigány
- Felmásztam az eperfára, Hongaarse liederenmars
- Harmonika Klänge
- Hindenburgs Sieg, concertmars
- Hoch die Kaiserstadt
- Hongaarse PTT-mars (Ungarischer Postmarsch)
- König Ludwig-Marsch
- Kuruzenlieder, liederenselectie
- Nagy diszmenet induló / Nagy-Marsch (Hongaarse Defiliermarsch)
- Recece / Trallala-Marsch
- Román hangok
- Sólyommadár induló / Falkenmarsch[3]
- Vigadj Magyar, Hongaarse liederenselectie
- Zrínyi Miklós induló / Miklós Zrinyimarsch